# Ideoblothrus curazavius
Ideoblothrus curazavius es una especie de arácnido del orden Pseudoscorpionida de la familia Syarinidae.

## Distribución geográfica
Se encuentra en Curazao.